# Richard Schoonhoven

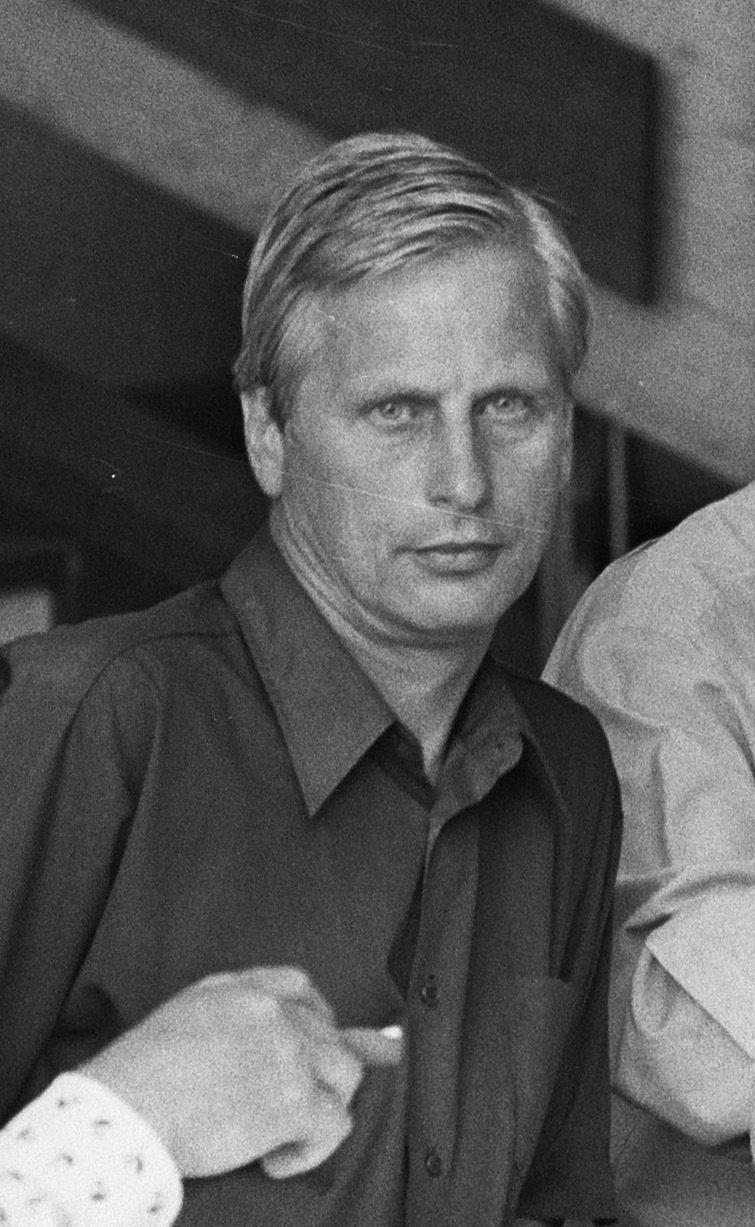
Richard Schoonhoven

Richardus Hendrikus Gerardus (Richard) Schoonhoven (Utrecht, 22 oktober 1931 – Hilversum, 3 maart 2024) was een Nederlands (televisie)journalist. In zijn latere loopbaan was hij omroepbestuurder. 

## Loopbaan
Hij doorliep het St. Bonifaciuslyceum en werkte vanaf 1953 als redacteur voor de kranten de Maasbode (1953-1959), De Tijd / de Maasbode (1959-1960) en de Volkskrant (1960-1962). Hij was van 1962 tot 1969 hoofdredacteur van Brandpunt. In 1968 werd hij waarnemend-hoofd van KRO-televisie en in 1973 directeur televisie. Van 1981 tot 1983 was Schoonhoven programmacommissaris bij de NOS. Hij keerde hierna terug bij de KRO waar hij tot 1992 media-directeur was.
In 1992 werd Schoonhoven benoemd tot officier in de Orde van Oranje-Nassau.
Schoonhoven overleed op 3 maart 2024 op 92-jarige leeftijd.